# نادين بورك هاريس
نادين بورك هاريس (مواليد 1975) طبيبة أطفال كندية أمريكية وهي الجراحة العامة في كاليفورنيا منذ عام 2019؛ وهي أول شخص يُعين في هذا المنصب. وتُعرف بربط التعرض لتجارب مؤذية في الطفولة والإجهاد الحاد بالتأثيرات الضارة بالصحة في وقت لاحق من حياتها. وتُعتبر رائدة في علاج الإجهاد الحاد، وهي عضو في المجلس الاستشاري لحملة «صغير جدًا على الفشل» التابعة لمؤسسة كلينتون لهيلاري رودهام كلينتون، وهي المؤسسة والرئيسة التنفيذية السابقة لمركز رعاية الشباب. وقد ظهرت أعمالها أيضًا في كتاب بول تاف كيف ينجح الأطفال.

## نشأتها وتعليمها
ولدت بورك هاريس عام 1975 في فانكوفر بمقاطعة كولومبيا البريطانية الكندية. حصلت على درجة البكالوريوس في علم الأحياء التكاملي من جامعة كاليفورنيا، بيركلي عام 1996 ودرجة الطب من جامعة كاليفورنيا، ديفيس. وأكملت إقامتها في طب الأطفال في مستشفى لوسيل باكارد للأطفال، في كلية الطب بجامعة ستانفورد. بعد حصولها على درجة الماجستير في الصحة العامة من جامعة هارفارد مدرسة تي إتش تشان للصحة العامة، ذهبت لتصبح مقيمة في ستانفورد في طب الأطفال.
دُعمت دراساتها العليا من قبل زمالات بول وديزي سوروس للأمريكيين الجدد.

## بداية مشوارها المهني
في عام 2005، انضمت بورك هاريس إلى طاقم مركز كاليفورنيا باسيفيك الطبي (CPMC)، حيث كُلفت بهدف تطوير برامج لإنهاء تفاوت الرعاية الصحية في سان فرانسيسكو. وفي أثناء وجودها في هارفارد، اعتبرت بورك هاريس أن الحصول على الرعاية الصحية هو سبب رئيسي لتفاوت الرعاية الصحية في سان فرانسيسكو. عام 2007، وبدعم من مركز كاليفورنيا باسيفيك الطبي، أصبحت الطبيبة المؤسسة لمركز بيفيو لصحة الطفل والمديرة الطبية للعيادة الجديدة.